# نوعام جوتسمان
نوعام جوتسمان (بالإنجليزية: Noam Gottesman)‏ رجل أعمال ومليونير أمريكي-إسرائيلي، وجامع أعمال فنية، ومدير ومؤسس شركة GLG Partners .
وهو شخص متعدد الجنسيات فهو يملك الجنسية البريطانية والإسرائيلية والأمريكية .